# گراهام هموند، بارونت دوم
گراهام هموند، بارونت دوم (انگلیسی: Sir Graham Hamond, 2nd Baronet; ۳۰ دسامبر ۱۷۷۹ – ۲۰ دسامبر ۱۸۶۲) افسر نیروی دریایی سلطنتی بود. پس از حضور در عملیات به عنوان افسر جزء در نبرد اول ژوئن و سپس در نبرد تولون، در طول جنگ‌های انقلاب فرانسه، فرماندهی ناو درجه پنج اچ‌ام‌اس بلانش را در نبرد کپنهاگ بر عهده داشت.
هاموند به عنوان فرمانده ناو درجه سه اچ‌ام‌اس پلانتاگنت منصوب شد و کشتی‌های فرانسوی را در عملیاتی در طول جنگ‌های ناپلئونی به غنیمت گرفت. او فرماندهی ناو درجه پنج اچ‌ام‌اس لایولی را بر عهده گرفت و در عملیات ۵ اکتبر ۱۸۰۴، زمانی که سه ناوچه اسپانیایی پر از گنج به غنیمت گرفته شدند، شرکت کرد و سپس فرماندهی ناو درجه سه اچ‌ام‌اس ویکتوریوس را بر عهده گرفت و در حمله به فلاشینگ در طول نبرد فاجعه‌بار والچرن شرکت کرد.
پس از یک دوره مرخصی از نیروی دریایی، هاموند به عنوان افسر فرمانده ناو درجه سه اچ‌ام‌اس ولسلی منصوب شد و دیپلمات لرد استوارت دو روتسی را برای مذاکره در مورد یک معاهده تجاری با امپراتور پدرو اول به برزیل فرستاد. هاموند به عنوان فرمانده کل در ایستگاه آمریکای جنوبی منصوب شد.